# シルバー・ラッセル症候群
シルバー・ラッセル症候群（シルバー・ラッセルしょうこうぐん、英: Silver–Russell syndrome, Silver–Russell dwarfism、略称: SRS、ラッセル・シルバー症候群とも）は、先天性成長障害を特徴とする希少疾患である。約200種類存在する低身長症（小人症）の1つであり、原発性低身長症に分類される。
シルバー・ラッセル症候群は、出生児50,000から100,000人に1人の割合で発生する。男性と女性で同頻度でみられるようである。

## 原因
正確な原因は不明であるが、現時点の研究では遺伝的要因とエピジェネティックな要因の存在が指摘されており、おそらく母方の7番、11番染色体上の遺伝子が関与していると考えられている。一方SRS患者の約半数では分子的病因が同定されておらず、他の未知の遺伝子が関与していることが示唆される。古典的な遺伝的要因を持たない患者の一部では、12番染色体上のHMGA2遺伝子領域の染色体不均衡の関与が示唆されている。
SRS患者の約半数ではH19やIGF2の低メチル化が生じていると推定されている。その結果、IGF2の低発現とH19の過剰発現が引き起こされていると考えられている。
SRS症例の約10%は、7番染色体の母親性片親性ダイソミー（mUPD7）と関連している。これは染色体不分離の結果、7番染色体を両親から1コピーずつではなく、母親から2コピー受け継いだことが原因となっている。IGF2が正常に発現するためには両親から遺伝子を受け継ぐ必要があり、また染色体の遺伝は正常であるものの遺伝子重複や低メチル化によって同様の状況が引き起こされている可能性もある。
重複、欠失、染色体異常など、他の遺伝的要因もSRSと関連づけられている。
SRSの患者ではさまざまな組織で多様な低メチル化が生じており、接合後のエピジェネティック修飾の問題によってモザイク様のメチル化パターンが生じていることが示唆される。このことはSRSで高頻度で観察される体の非対称性の説明となる可能性がある。
他のインプリンティング疾患（プラダー・ウィリ症候群、アンジェルマン症候群、ベックウィズ・ヴィーデマン症候群など）と同様に、SRSは体外受精などの生殖補助医療と関連している可能性がある。

## 診断
長年にわたって、SRSの診断は臨床診断によって行われていた。しかしながら、この疾患はテンプル症候群（Temple syndrome）や12q14微細欠失症候群（12q14 microdeletion syndrome）といった類似した疾患と重複した臨床的特徴を有する。2017年に、医師がSRSの診断を行う際に取るべきステップを詳細に示した国際的コンセンサスが発表された。現在では、まず11p15領域のメチル化の喪失とmUPD7の検査を行うことが推奨されている。これらが陰性であった場合、mUPD16、mUPD20の検査を行うべきである。テンプル症候群との鑑別のため、14q32領域の異常の検査も考慮される。これらの検査で確定的な結果が得られなかった場合に、臨床診断が行われる。臨床診断の際にはNetchine-Harbison clinical scoring system（NH-CSS）の利用が推奨される。NH-CSSでは、SGA（在胎不当過小）、出生後の発育不良、出生時の相対的大頭症、前頭部の隆起、体の非対称性、摂食困難または低BMI、の6つの基準のうち4つ以上を満たすことでこの疾患が疑われる。
他の臨床的特徴には次のようなものがある。
- 三角形の顔
- 第5指の斜指症（英語版）
- 肩のくぼみ
- 小顎症（英語版）
- 低筋肉量
- 過剰な発汗
- 低い位置または後方に傾いた耳
- 下がった口角
- 甲高い声
- 突出した踵
- 泉門の閉鎖の遅れ
- 男性器の異常
- 言語発達の遅れ
- 運動技能発達の遅れ
- 趾の合指症（英語版）
- 低血糖
- 脊柱の側彎または後彎

成人患者の平均身長は、男性では151.2 cm、女性では139.9 cmである。

## 治療
SRS患者の生後2年間の主な治療目標は、栄養面での支援、低血糖の予防、カロリー摂取と関連した身長などの成長の遅れの回復である。しかし、SGA児の急激な体重増加はその後の代謝疾患や心血管疾患のリスク上昇と関連しているため、特に経管栄養の際には注意深いモニタリングが必要となる。
SRS患者における治療の一環として、成長ホルモン療法が行われることが多い。ホルモンは2歳から10代までの間、毎日注入されるのが一般的である。この種の治療は思春期の終わりごろには効果がみられなくなる可能性がある。代替的治療法は多く存在するものの、成長ホルモン療法と同等の効果を示すものはないようである。この治療は、患者に成長ホルモンの欠乏がみられない場合でも有効である可能性がある。成長ホルモン療法は患者の成長速度を高めることが示されており、成長曲線に追いつくよう促進する。その結果、患者は正常な身長で教育を開始することが可能となり、自己評価や他の児童との相互作用が改善される可能性がある。いくつかの研究では、成長ホルモン療法は小児の成長と最終的な成人時の身長を有意に改善することが示されている。

## エポニム
シルバー・ラッセル症候群の名称は、この疾患をそれぞれ独立に報告したヘンリー・シルバーとアレクサンダー・ラッセル(Alexander Russell)に由来する。